# Åloppe, Enköpings kommun
Åloppe, by  i norra delen av Nysätra socken i Enköpings kommun.

## Allmänt
Åloppe ligger längs länsväg C 571 cirka 12 km nordväst om Örsundsbro och cirka 10 km söder om Järlåsa. Avståndet till Enköping är cirka 23 km.
Lillån flyter förbi byn och den mynnar i Alstasjön väster om Örsundsbro. Bebyggelsen i Åloppe domineras av villor och bondgårdar. 

## Historik
I Åloppe finns stenåldersboplatser daterade till 2500 år f Kr, Åloppe-Mjölkboboplatsen. På byns område finns även gott om lämningar från brons- och järnålder.
Byn Åloppe är känd från dokument första gången 1331. bestod under medeltiden av fem mantal och ägdes av Sko kloster, Uppsala domkyrka och Torstuna kyrka. Under en tid var Åloppe rättargård för de gårdar i Nysätra socken som tillhörde ärkebiskopen. En av gårdarna i Åloppe som då tillhörde kronan köptes 1628 av adelsmannen William Gray, vars änka drygt 10 år senare skänkte den till generalregementsskrivaren Abraham Olofsson. Hans son Börje Abrahamsson erhöll sätesfrihet för gården, men densamma drogs in redan i samband med reduktionen. Någon bebyggelse av betydelse torde aldrig ha uppförts på platsen. 1811 brann Åloppe by med alla dess gårdar.